# Plesiops oxycephalus
Plesiops oxycephalus és una espècie de peix de la família Plesiopidae i de l'ordre dels perciformes.

## Morfologia
Els mascles poden assolir els 6 cm de longitud total.

## Distribució geogràfica
Es troba des de les Illes Ryukyu fins a les costa oest de Sumatra, Salomó i Vanuatu.